# Santo Tomás, San Felipe Jalapa de Díaz
Santo Tomás är en ort i Mexiko.   Den ligger i kommunen San Felipe Jalapa de Díaz och delstaten Oaxaca, i den sydöstra delen av landet, 300 km sydost om huvudstaden Mexico City. Santo Tomás ligger 208 meter över havet och antalet invånare är 1 490.
Terrängen runt Santo Tomás är varierad, och sluttar österut. Runt Santo Tomás är det ganska glesbefolkat, med 39 invånare per kvadratkilometer. Närmaste större samhälle är San Felipe Jalapa de Díaz, 4,0 km nordväst om Santo Tomás. I omgivningarna runt Santo Tomás växer i huvudsak städsegrön lövskog.